# لبخاتي
 لبخاتي (بالإنجليزية: LABKHATI)‏ هي جماعة قروية تابعة لإقليم آسفي ضمن جهة دكالة عبدة بالمغرب.  بلغ مجموع عدد سكان لبخاتي  حسب إحصاءات 2004  حوالي 14279 نسمة  يعيشون في 2340 أسرة.

## دواوير الجماعة
اولاد سالم
اولاد حومان
جناندة الحجاج
المرس الكبير
دريهمات
لكتاتمة
كروة العثامنة
المصابيح
اهل سوس 
اولاد موسى 
عزيب البوسوني